# Viktor Gerkman
Viktor Gerkman, slovenski klinični psiholog, samostojni publicist, psihoterapevt, učitelj meditacije in astrolog, * 6. januar 1952, Cerklje na Gorenjskem, † 7. april 2009, Brezje.

## Življenje
Gerkman je osnovno šolo obiskoval v Cerkljah na Gorenjskem, gimnazijo pa v Ljubljani na Poljanah. Dve leti je študiral teologijo, diplomiral pa je iz psihologije leta 1976 na Filozofski fakulteti v Ljubljani.
Ukvarjal se je s slikanjem, fotografijo, z digitalno fotografijo, mikroskopiranjem in z opazovanjem zvezd. S psihološko astrologijo se je ukvarjal od leta 1975. Delal je v osnovnem in srednjem šolstvu kot profesor in svetovalni delavec, nato pa 10 let v psihiatriji v Begunjah na Gorenjskem. Leta 1990 je končal specializacijo iz klinične psihologije. Od leta 1995 do 2007 je bil v samostojnem poklicu. Od večine poklicnih kolegov se je razlikoval po tem, da je pri človeku vedno obravnaval njegovo duševno in duhovno problematiko hkrati. Zaradi hude bolezni je bil v začetku leta 2007 upokojen. Zadnja leta je živel na Črnivcu, Brezje na Gorenjskem.

## Delo
Predaval je po vsej Sloveniji, še posebej o temah novodobne duhovnosti in o vprašanjih samouresničitve. V Radovljici in Kranju je nekaj let vodil meditacijske večere. Bil je med prvimi, ki se na Slovenskem ukvarjajo z Bachovim cvetnim zdravljenjem.
Vodil je 3-letno šolo dopolnilnih znanj za poklice, ki se ukvarjajo z ljudmi. Poleg tega se je ukvarjal s psihološkim in z zakonskim svetovanjem, s psihoterapijo depresij ter s karmično astrologijo. Od slovenske osamosvojitve naprej je vodil tudi poletne šole iz astrologije. Zadnja leta pred upokojitvijo je vodil intenzivne preobrazbene delavnice. Nekaj let je poučeval simboliko tarota, zainteresirane pa je uvajal tudi v meditacijo (več različnih pristopov).
Objavil je dve knjigi, še dve pa je imel v pripravi. Poleg tega je objavil preko 400 člankov, največ v reviji Aura.